# نی‌باغی
نی‌باغی یکی از روستاهای استان آذربایجان شرقی است که در دهستان گرمه شمالی بخش کندوان شهرستان میانه واقع شده‌است.
روستا های همجوار شامل ملک،خناوند ، سوین وحصار میباشد . اهالی روستا مردم خونگرم ودلنواز
است و داری محصولات باغی همچون سیب وزرد آلو و گیلاس آلبالو و.... است 
کوه چهل نور به عنوان زیارتگاه و مکان مقدس یاد میشود و ایام قدیم به زیارت و دعا به آن جا 
می رفتند. به گفته ریش سفیدان در این مکان چهل تا نور دیده بودند.
این روستا دارای امکاناتی همچون برق راه آسفالت تلفن و گاز و مسجد ومدرسه ابتدای وخانه بهداشت است.